# Love You to Life
    Love You to Life    è un singolo promozionale della cantante giamaicana Grace Jones pubblicato nel 2010 come quarto ed ultimo singolo dell'album Hurricane.

## Descrizione
Il brano è stato scritto dalla cantante e da Bruce Woolley e Mark van Eyck, ed è ispirato alla storia di un suo ex amante caduto in coma che, al risveglio, pronunciò come prima parola il nome della cantante.
Il singolo, inizialmente previsto per il 30 marzo 2009, fu pubblicato solamente nel maggio del 2010. Commercialmente non ebbe alcun impatto nelle classifiche.

## Videoclip musicale
Il video ufficiale del brano fu diretto da Chris Levine e Why Not Associates, e ispirato alla figura del modista irlandese Philip Treacy

## Tracce
- Digital single

1. "Love You to Life" (radio edit) – 3:41
2. "Love You to Life" (Mala/Digital Mystikz Remix) – 4:56
3. "Love You to Life" (Cagedbaby & Guy Williams Paradise 45 Rework) – 6:40
4. "Love You to Life" (Pitron & Sanna Remix) – 7:27
5. "Love You to Life" (dub) – 5:23

- 12" single

A. "Love You to Life" (Digital Mystikz Remix) – 4:51